# Bernardino Telesio
Bernardino Telesio (latiniserat Telesius), född 1508 i Cosenza i Kalabrien, död där den 2 oktober 1588, var en italiensk renässansfilosof.
Telesio studerade i Milano samt vistades en längre tid i Rom, där han kom i beröring med flera av tidens främsta lärde, därefter i Padua, höll föreläsningar i Neapel och grundlade den så kallade Cosenziska akademien, som även efter hans död en tid utövade livlig vetenskaplig verksamhet.
Telesio var en av de första, som bröt med den medeltida aristotelismen, och banbrytare för den moderna vetenskapen genom sin fordran, att all kunskap skall ha sin grund i sinnesförnimmelserna. I stället för Aristoteles teleologiskt verksamma former uppställde han jämte materien naturkrafter som världens förklaringsgrunder.
Men godtyckligt reducerade han dessa till två grundkrafter, värme och köld, och byggde på dem en i många avseenden fantastisk naturförklaring. Han fattade alla kroppar som besjälade och människosjälen som materiell, men antog även en från ovan till oss kommen själ, som är inriktad på en över världen upphöjd verklighet.
Han förnekar förståndet som självständig kunskapsförmåga och ser i tankarna endast sinnesförnimmelser. I samband härmed står hans brist på blick för matematikens vetenskapliga betydelse, varigenom han står alldeles främmande för en av de viktigaste sidorna i den moderna naturforskningen.
Hans huvudarbete är De rerum natura iuxta propria principia (1565-88). Telesio har utövat inflytande inte bara på sina landsmän Campanella och Bruno, utan även på Bacon, Hobbes och Spinoza.

## Eftermäle
Asteroiden 11278 Telesio är uppkallad efter honom.